# Гоффредо да Трани
Гоффредо да Трани (Goffredo Da Trani, также известный как Goffredo de Franco, Geoffrey of Trani, Goffredo di Trani, Gottofredo da Trani, Goffredus de Trani, Goffredus da Trano, Goffredus Tranensis, Gaufridus Castilionaeus, Goffridus Castillionaeus, Goffredo Castiglione) — католический церковный деятель XIII века. Изучал право у Азо в Болонском университете вместе с будущим папой Иннокентием IV. Получил степень магистра. На консистории 28 мая 1244 года был провозглашен кардиналом-дьяконом с титулом церкви Сант-Адриана.